# Ed Shaughnessy
Edwin Thomas Shaughnessy, detto Ed (Jersey City, 29 gennaio 1929 – Calabasas, 24 maggio 2013), è stato un batterista statunitense.
Nonostante sia noto soprattutto per le sue collaborazioni con Doc Severinsen e con la Tonight Show Band Ed ha lavorato intensivamente (nel corso della sua quasi settantennale carriera) con moltissimi artisti, tra cui: George Shearing, Jack Teagarden,  Charlie Ventura (negli anni '40) e le band di Benny Goodman e Tommy Dorsey (negli anni '50).
Negli anni '60 lavorò invece con Count Basie prima di unirsi alla Tonight Show Band. Prese anche parte ad una competizione di batteria con Buddy Rich.
Nonostante fosse noto soprattutto come batterista Big Band Shaughnessy suonò anche in piccoli gruppi con Gene Ammons, Roy Eldridge, Billie Holiday, Mundell Lowe, Teo Macero, Charles Mingus, Shirley Scott, Jack Sheldon, Horace Silver e molti altri.
Ed era inoltre il marito di Ilene Woods, la voce originale del film della Disney Cenerentola.

## Equipaggiamento
Batterie Ludwig
Classic White Finish
1. Rullante "Black Beauty" 5 x 14
2. Tom 9 x 13
3. Tom 7 x 12
4. Timpano 14 x 16
5. Timpano 16 x 16
6. Cassa 14 x 22
7. Cassa 14 x 22

Piatti Sabian
Piatti "AA" (con ride signature)
1. 15" AA Hi-Hat
2. 18" AA Medium Thin Crash
3. 15" AA Medium Thin Crash
4. 21" Signature Ed Shaughnessy Universal Ride (Medium-Heavy)
5. 18" AA Medium Thin Crash
6. 22" AA China

Bacchette Pro-Mark
1. Ed Shaughnessy Signature (in quercia con punta di legno)

Hardware Ludwig
1. Legless Hi-Hat-Stand
2. Chain-Drive Bass Drum Pedal

Pelli Aquarian
1. Aquarian Medium White (sul rullante)
2. Classic Clear (sui tom)
3. Ludwig Heavy Clear (sul fondo dei tom)